# Fedwa Misk
Fedwa Misk est une autrice, journaliste, scénariste et militante féministe marocaine.

## Biographie
Médecin de formation, Fedwa Misk commence sa carrière de journaliste en tant que pigiste pour de nombreux journaux marocains et étrangers.
En 2011 elle participe aux manifestations du Mouvement du 20 février mené par la jeunesse marocaine pendant le printemps arabe pour critiquer la corruption, le manque de libertés et de perspectives, ainsi que les injustices du régime. Elle est frappée de voir que certaines femmes manifestent séparément des hommes et décide d'agir pour éviter la ségrégation.
Elle anime un café littéraire à Casablanca, et est blogueuse depuis de nombreuses années. Elle lance alors fin 2011 le webzine collaboratif féminin et féministe Qandisha, qui donne la tribune à une dizaine de figures féminines de la presse, des blogs et de la littérature marocaine, et donne aussi la parole à toute femme qui souhaite proposer un article en français, en arabe ou en anglais. La liberté de ton de Qandisha crée régulièrement la polémique au Maroc.
Le nom de Qandisha est d'une figure féminine mythologique marocaine, image d'un femme forte et diabolisée,. Au départ composé d'une vingtaine d'autrices, le collectif  grossit rapidement. Les questions évoquées reflètent les préoccupations du point de vue des femmes marocaines: émancipation, soumission à la famille et au mari, religion, laïcité, port du voile.
Depuis, elle intervient, en tant que conférencière, dans plusieurs événements internationaux autour des droits des femmes, dont le « Forum mondial genre et médias » organisé par l’UNESCO en décembre 2013 à Bangkok et le programme de conférences Aula Mediterrània au sein de l’IEMed, en février 2019.
D’octobre 2015 à septembre 2018, elle anime sur les ondes de radio 2M une émission littéraire hebdomadaire : Diwane, magazine consacré aux sorties littéraires.
En octobre 2019, elle est commissaire de l’édition marocaine du Festival international de littérature d’Amsterdam, « Read My world ».
En mai 2024, la chaîne marocaine 2M diffuse la série "Bnat Lyoum" dont le scénario et le dialogue sont écrits par Fedwa Misk.
En février 2025, elle est récompensée du Prix "La voix des sans voix" par le Collectif des femmes à Bruxelles, à l'occasion du 45e anniversaire du Collectif.